# Nanna ceratopygia
Nanna ceratopygia – gatunek motyla z rodziny mrocznicowatych i podrodziny niedźwiedziówkowatych.
Gatunek ten opisany został w 1965 roku przez S. Jørgena R. Birket-Smitha na podstawie samca odłowionego w Bitje, nad rzeką Ja. W 2013 roku Antonio Durante, Emelie Arlette Apinda-Legnouo i Chiara Romano dokonali opisu samicy.
Skrzydła ochrowe, białe lub jasnoszare. U samicy rozpiętość skrzydeł od 39 do 44 mm. Samce mają narządy rozrodcze o dobrze widocznym processus basalis plicae, niekrótszym niż połowa długości walw. Supervalva co najmniej tak długa jak ala valvae, które są U-kształtnie zagięte w części dystalnej.
Motyl afrotropikalny, znany z Kamerunu, Gabonu i Nigerii.